# Ким Сун Ил
Ким Сун-ил (на корейски: 김선일, правопис по системата на Маккюн-Райшауер Kim Sun-il) (13 септември 1970 – 22 юни 2004) е южнокорейски преводач, работещ в Ирак за Гана Дженерал трейдинг къмпани, южнокорейска компания, която има договор с армията на САЩ.

## Биография
Ким владее арабски език, завършил е арабска филология в Корейския университет по чужди езици в Сеул през февруари 2003. Той е завършил също и английска филология и теология и приживе се надява да стане християнски мисионер в Близкия изток. Пристига в Ирак на 15 юни 2003 г.
На 30 май 2004 г. Ким е похитен във Фалуджа, на около 50 км западно от Багдад, от ислямистката военизирана група Джама'ат ал-таухид уа'л джихад (на български: „монотеизъм и свещена борба“), и държан като заложник. Групата, която е ръководена от Абу Мусаб ал-Заркауи, го обезглавява около 22 юни 2004 г., след като Южна Корея отказва да изпълни исканията на похитителите да отмени плановете си да изпрати допълнително 3000 войника в Ирак и да изтегли 660-те военни медици и инженери, които вече са там.
Във видео материал, в който Ким моли да бъде пощаден живота му, Джама'ат ал-таухид уа'л джихад поставя първоначално като краен срок 21 юни. На 22 юни последват съобщения в медиите за това, че терористите са дали отсрочка на Южна Корея. Обаче същия ден по телевизия Ал-Джазира съобщават, че са получили видеокасета, която съдържа още кадри с Ким, и че той е обезглавен, подобно на заложниците Ник Берг в Ирак, Пол Джонсън в Саудитска Арабия и Даниел Пърл в Пакистан. Съобщението впоследствие е потвърдено от южнокорейското правителство.
Президентът на Гана Дженерал трейдинг къмпани заявява, че е научил за отвличането почти веднага, но не е докладвал, докато не бил излъчен видеоматериалът. Той се свързва с адвокат, който настоява проблемът да бъде решен без намеса на правителството, за да бъде спасен Ким, защото правителството има недостатъчно време, за да реагира адекватно. Обаче други съобщения твърдят, че още на 3 юни репортер на Асошиейтед прес в Сеул се обръща към корейското външно министерство и пита дали е изчезнало лице с име, което звучи като Ким Сун-ил, след като в началото на юни в офиса на Асошиейтед прес телевижън нюз в Багдад била получена видеокасета с отвлечения Ким.